# メンタルケア心理専門士
メンタルケア心理専門士（メンタルケアしんりせんもんし）とは、特定非営利活動法人医療福祉情報実務能力協会が認定（認証）試験を実施し、メンタルケア学術学会と一般財団法人生涯学習開発財団がダブル認定する民間資格である。
医療福祉情報実務能力協会は、資格目的を「医療・福祉・教育・産業・公共サービス等での相談援助および心理カウンセリング、心理療法によるカウンセリング業務従事職やコミュニケーション向上で求められる応用能力を有すことを証明します。」としている。
資格の受験資格として「メンタルケア心理士認定試験合格者、臨床心理士資格保有者、心理隣接研究・専攻科修士、のいずれかを満たす必要がある」としている。
この資格名は商標登録されている。